# Crítica de cinema

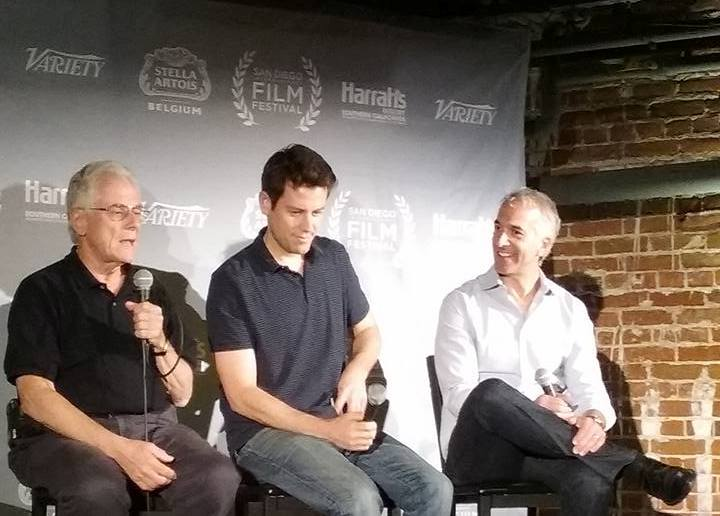
Debate entre os críticos de cinema Jeffrey Lyons e Scott Mantz, mediado pelo repórter Ben Lyons, no Festival Internacional de Filmes de San Diego, em 2016.

Crítica de cinema é o exame de um filme, feito de modo a estabelecer um valor comparado a um objetivo final, como a verdade, o belo etc..
É uma modalidade de análise da obra cinematográfica que possui características discursivas próprias, e que, segundo Fernão Ramos, evoluiu de modo empírico, no sentido de uma busca de respostas aos questionamentos "com base em evidências disponíveis fora dos limites da mente do observador" e "formulam suas interpretações a partir de evidência intersubjetivamente disponível no texto".
Ramos cita a visão de uma teórica, onde "a crítica é uma arte, não uma ciência". Já o professor Vitor A. Melo acentua que sua relação de espectador com um filme tem início antes mesmo da ida ao cinema, com a leitura da crítica especializada publicada em jornais. Após refletir sobre a obra, este volta à crítica, a fim de estabelecer um "diálogo com o que foi escrito".

## Tipos de crítica cinematográfica
A crítica pode ser de dois tipos: externa, quando compara o filme nos seus contextos de produção e de recepção; ou pode ser interna ou imanente, quando avalia a obra em si mesma. O termo também se estende aos juízos e comentários, bem como à pessoa que os produz.
A crítica difere da análise; nela, existe uma junção de juízo de valor com informação, ao passo que a análise tem a proposta de interpretar a obra e também esclarecer o seu funcionamento.

### Crítica acadêmica de filmes
Na disciplina de filmologia, os críticos exploram o cinema além dos limites das críticas de jornal. Eles procuram explicar por que os filmes funcionam, como eles operam esteticamente e politicamente, o que significam, e quais os seus efeitos sobre a população. Em vez de publicações de massa, seus artigos costumam ser publicados em jornais acadêmicos de editoras universitárias.
A crítica acadêmica de filmes costuma apresentar um resumo do enredo do filme. Logo em seguida, costuma haver uma discussão do contexto cultural do filme e de seus temas principais, bem como de seu legado para a sociedade.
Alguns notáveis críticos acadêmicos de filmes foram André Bazin, Jean-Luc Godard e François Truffaut (todos eles escreveram para a revista Cadernos do cinema), Kristin Thompson, David Bordwell e Sergei Eisenstein. Godard, Truffaut e Eisenstein também foram diretores de cinema.

## História
O cinema surgiu no final do século XIX. As primeiras críticas de cinema surgiram no início do século XX. O primeiro jornal a publicar uma crítica de cinema foi o "A lanterna ótica e jornal de cinematógrafo", seguido pelo Bioscope em 1908. O cinema é uma forma relativamente nova de arte, em comparação à música, literatura e pintura, que já existem desde os tempos antigos. Os primeiros escritos sobre filmes procuravam defender a ideia de que os filmes eram uma forma de arte. Em 1911, Ricciotto Canudo escreveu um manifesto proclamando que o cinema era a "sexta arte" (posteriormente, "sétima arte"). Nas décadas seguintes, o cinema continuaria a ser tratado como uma forma menor de arte.
Na década de 1920, os críticos analisavam os filmes mais por seu mérito do que pelo mero entretenimento. A crescente popularidade do cinema fez com que os jornais passassem a contratar críticos de cinema. Na década de 1930, a indústria do cinema desenvolveu o conceito de astro de cinema. Concomitantemente, também ocorreu um aumento da importância dos críticos de cinema.
Na década de 1940, as críticas de cinema passaram a defender as ideias do crítico com charme e estilo, aumentando a importância da crítica de cinema nos jornais e revistas.

## Críticos
Os críticos de cinema raramente são jornalistas formados. Entre eles, duas modalidades existem, conforme o meio para o qual escrevem: os que se dedicam aos jornais têm, no conteúdo informativo, a tônica principal, ao passo que aqueles que escrevem para revistas fazem um trabalho próximo ao do crítico de arte ou do analista.
Grandes críticos também foram teóricos do cinema, como André Bazin, Barthélemy Amengual, James Agee, Gilbert Seldes e Umberto Barbaro; outros também procuravam emitir sua opinião pessoal, emitindo um juízo de valor, como Jean Duchet e Manny Farbet. No Brasil, destacaram-se Wilson Cunha e Rubens Ewald Filho.

## Crítica de cinema e internet
Nos Estados Unidos, havia programas de televisão célebres dedicados à crítica cinematográfica, que, ao fim da primeira década do século XXI, foram deixando de ser exibidos. O editor Clarence Page, do Chicago Tribune, reputa o advento da internet como o responsável pelo fim, em agosto de 2009, do programa específico da ABC-Disney, e o anúncio feito, em abril de 2010, do encerramento do antigo programa apresentado por Roger Ebert.
Page lamenta o fim dos grandes críticos, que, segundo ele, não são competitivos em relação à massa de informações "idiotas" da rede mundial de computadores.

### Agregador de críticas
Alguns sites, como o Metacritic, Rotten Tomatoes e RateTheFilm, mostram como melhorar a utilidade de resenhas de filmes, compilando-as e atribuindo uma pontuação para cada filme, a fim de avaliar a recepção geral que um filme recebe. Outros sites, como Spill.com, possuem classificações de como "alugá-lo", para dizer, ao espectador, em qual configuração assistir ao filme, em vez de uma pontuação numérica. Alguns vão tão longe a ponto de recomendar o número de cervejas que você precisa para desfrutar de um filme, como MovieBoozer.
O Online Film Critics Society, uma associação profissional internacional de revisores de cinema baseados na Internet, é composta por escritores de todo o mundo, e é considerado o maior prêmio da crítica na Internet. Para sites de filmes independentes, há o IndyRed, feito para comentar títulos de filmes independentes amadores e, em seguida, contar com redes sociais para espalhar as revisões. Sites como este estão preenchendo a lacuna entre Hollywood e cineastas independentes. Uma série de sites permite que os usuários da internet enviem críticas de filmes e pontuações para permitir uma revisão de consenso amplo de um filme.

### Mais específicos
Alguns sites são especializados em aspectos estreitos de revisão. Por exemplo, os que se concentram nos avisos de conteúdo específico para os pais, para avaliar a adequação de um filme para crianças, por exemplo, o Screen it! (em português: tela-o!). Outros se concentram em uma perspectiva religiosa (por exemplo, o CAP - ChildCare Action Project). Outros, ainda, destacam os assuntos mais esotéricos, como a representação de filmes de ficção científicaː um exemplo é o "Física do filme insultuosamente estúpido", do Intuitor. O site Everyone's a Critic (a sigla EaC), permite que qualquer pessoa publique resenhas de filmes e comente-as. Existem até mesmo sites de grupos de interesses especiais, tais como o site cristão de revisão, o Movieguide.

## Curva ondulatória de deslocamento de expectativas
A curva ondulatória de deslocamento de expectativas (undulating curve of shifting expectations, UCoSE) refere-se tanto ao título de uma característica da indústria de entretenimento recorrente na New York Magazine pelo crítico cultural Adam Sternbergh, como a um conceito de análise de mídia codesenvolvido pela escritora Emily Nussbaum.
Em termos simples, UCoSE refere-se à tensão dinâmica entre pré-lançamento, esforços promocionais e reações do público subsequentes na mídia de entretenimento.
"... O que a UCoSE faz é fornecer-nos uma forma de analisar a trajetória de produtos de entretenimento, como eles transformaram seu caminho através de uma teoria de sete estágios gráficos de crescimento: pré-zumbido, zumbido, comentários delirantes, ponto de saturação, exageros, folga, e finalmente, folga para a folga."